# Phoreiobothrium perilocrocodilus
Espèce
Phoreiobothrium perilocrocodilus est une espèce de vers plats de la famille des Onchobothriidae. Elle a été décrite en 2005, et trouvée chez le Requin-citron faucille (Negaprion acutidens).

## Publication originale
- (en) J. N. Caira, Charles W. Richmond et Johanna E. Swanson, « A revision of Phoreiobothrium (Tetraphyllidea: Onchobothriidae) with descriptions of five new species », Journal of Parasitology, Chicago, American Society of Parasitologists (d), vol. 91, no 5,‎ octobre 2005, p. 1153-1174 (ISSN 0022-3395 et 1937-2345, OCLC 1606759, PMID 16419764, DOI 10.1645/GE-3459.1).